# Ólafur Ragnar Grímsson
Ólafur Ragnar Grímsson [ˈouːlavʏr ˈraknar ˈkrimsɔn] ⓘ, (sinh ngày 14 tháng 5 năm 1943) là chính trị gia Iceland, giữ chức Tổng thống Iceland từ năm 1996, đến năm 2016.
Ólafur Ragnar tái đắc cử Tổng thống nhiệm kỳ thứ 5 trong cuộc bầu cử diễn ra vào ngày 30 tháng 6 năm 2012 với 52.78% số phiếu bầu.